# 미국-부탄 관계
미국-부탄 관계는 미국과 부탄의 외교에 관한 내용을 다룬다.

## 설명
부탄은 현재 미국과 수교하여 관계를 맺고 있지는 않지만 비공식적으로 교류를 하고 있다. 부탄 정부에서는 미국 뉴욕에 위치한 유엔 주재 부탄 대표부가 주미 대사 업무를 겸임하며 미국 정부에서는 인도 뉴델리 주재 미국 대사관이 부탄 주재 대사 업무를 겸임한다. 미국에서는 부탄의 아름다운 티베트 문화와 티베트 불교를 감상하기 위해 부탄으로 관광하러 오는 미국인 관광객들이 많다.

## 같이 보기
- 미국의 대외 관계
- 부탄의 대외 관계

'